# Seleção Bósnia de Voleibol Masculino
A seleção bósnia de voleibol masculino é uma equipe europeia composta pelos melhores jogadores de voleibol da Bósnia e Herzegovina. A equipe é mantida pela Federação de Voleibol da Bósnia e Herzegovina. Encontra-se na 77ª posição do ranking mundial da FIVB segundo dados de 4 de janeiro de 2012.